# Scarface (Push It to the Limit)
Scarface (Push It to the Limit) è un singolo scritto dai produttori Giorgio Moroder e Pete Bellotte e inciso dal musicista statunitense Paul Engemann.

## Descrizione
Fa parte della colonna sonora di Scarface, sebbene nel film ne venga riprodotta una versione leggermente più lunga, più precisamente nella sequenza di montaggio che mostra l'ascesa di Tony Montana a capo del traffico di cocaina a Miami.

## Composizione
Il brano ha un tempo di 156 battiti al minuto, in tonalità di Do minore, mentre la batteria è stata realizzata con una drum machine LinnDrum.